# Helicteres vallsii
Helicteres vallsii är en malvaväxtart som beskrevs av Cristóbal. Helicteres vallsii ingår i släktet Helicteres och familjen malvaväxter. Inga underarter finns listade i Catalogue of Life.